# Севастьянов, Андрей Никитич
Андре́й Ники́тович Севастья́нов (1887—1947) — советский авантюрист, участник Первой мировой, Гражданской и Великой Отечественной войн. Выдавал себя за комбрига РККА. В 1941 году попал в немецкий плен, согласился на сотрудничество с немцами, получил звание генерал-майора ВС КОНР. После окончания войны выдан советским властям, осуждён и расстрелян.

## Биография
Андрей Севастьянов родился в 1887 году в Москве в семье служащих.
В 1905 году окончил коммерческое училище в Москве, после чего некоторое время учился в Высшем техническом училище.
В 1915 году добровольцем зачислен в Русскую императорскую армию и пошёл на фронт Первой мировой войны, вступил вольноопределяющимся в 64-ю артиллерийскую бригаду. За проявленную храбрость в бою 2 марта 1916 года Севастьянов был награждён Георгиевским крестом 4-й степени. Эти обстоятельства жизни А. Н. Севастьянова подтверждаются архивными документами. А далее по его собственным показаниям (которые он очень часто изменял в ходе послевоенного следствия), в мае 1916 года был произведён в прапорщики, а всего через год, к середине 1917 года, стал уже штабс-капитаном и, опять же с его слов, до Октябрьской революции имел 7 наград.
В 1918 году пошёл на службу в Рабоче-крестьянскую Красную Армию. Принимал участие в Гражданской войне. Членом ВКП(б) не являлся. Первоначально Севастьянов занимал должность помощника начальника артиллерии 2-й стрелковой дивизии, затем служил в Главном артиллерийском управлении РККА и в Управлении артиллерии Московского военного округа. В 1922 году Севастьянов был демобилизован из армии.
Работал бухгалтером в различных учреждения. В 1924 году за совершение незаконных валютных операций Севастьянов был приговорён к высылке из Москвы сроком на 2 месяца.
В 1927 году за растрату он был осуждён к 7 годам лишения свободы. В 1938 году, находясь под следствием по очередному делу о растрате, Севастьянов бежал и перешёл на нелегальное положение.
В начале Великой Отечественной войны Севастьянов записался в народное ополчение и был направлен в формирующуюся 226-ю стрелковую дивизию.
В августе 1941 года по приказу начальника артиллерии 21-й армии Юго-Западного фронта генерал-майора артиллерии Н. С. Фомина Севастьянов был назначен начальником артиллерии этой дивизии, и 18 августа убыл на фронт. Носил знаки различия комбрига, хотя не имел вообще никакого воинского звания.  18 сентября он попал в плен.
На сборном пункте военнопленных в городе Пирятин Севастьянов назвался генерал-майором РККА, после чего он был этапирован в Киевский, а затем во Владимиро-Волынский офицерский лагерь.
В апреле 1942 года Севастьянов содержался в лагере Шталаг III-А в Луккенвальде. В июле 1942 года он добровольно согласился поступить на курсы пропагандистов в Вульгайде, после чего в августе был переведён в концлагерь Хаммельбург. Работал в «военно-историческом кабинете» полковника Захарова.
С ноября 1942 года служил в военно-строительной организации Тодта, занимал должность начальника «Высшей русско-германской школы специалистов-техников» и строительного управления «Волга», располагавшегося в районе города Борисов. В июне 1943 года участвовал в строительстве оборонительных сооружений для немецких войск в Орловской и Брянской областях, а также организовывал эвакуацию семей руководителей 29-й штурмовой бригады «РОНА», в том числе семьи её командира Бронислава Каминского. В то же время Севастьянов познакомился с генерал-лейтенантом Андреем Власовым.
20 октября 1943 года, после расформирования управления «Волга», Севастьянов подал заявление о вступлении в Русскую освободительную армию, после чего был отправлен в школу в Дабендорфе.
В декабре 1943 года ему было присвоено звание генерал-майор РОА. С января 1944 года Севастьянов служил в инспекториате под началом генерала Ивана Благовещенского. На этой должности посещал лагеря для военнопленных, занимался вербовкой в РОА. В марте 1944 года подверг критике условия содержания военнопленных в лагерях, за что ему было запрещено посещать лагеря.
В ноябре 1944 года Севастьянов был назначен начальником отдела материально-технического обеспечения штаба Вооружённых Сил Комитета освобождения народов России. На апрель 1945 года находился в составе Южной группы ВС КОНР под командованием генерала Трухина. 7 мая Севастьянов был назначен заместителем командующего кадрами ВС КОНР генерала Меандрова.
9 мая 1945 года Севастьянов сдался в плен представителям 26-й пехотной дивизии 3-й армии США. Содержался в нескольких фильтрационных лагерях. Просил у американцев политического убежища. 5 февраля 1946 года Севастьянов категорически отказался возвращаться в Советский Союз, о чём лично заявил советской комиссии по репатриации. 14 февраля Севастьянов совместно с генералами РОА Михаилом Меандровым и Владимиром Азбергом был выдан американцами советским представителям.
10 февраля 1947 года Военная коллегия Верховного Суда СССР приговорила Севастьянова к высшей мере наказания — смертной казни через расстрел. 10 марта приговор был приведён в исполнение.